# Xian de Xiayi
Le xian de Xiayi (夏邑县 ; pinyin : Xiàyì Xiàn) est un district administratif de la province du Henan en Chine. Il est placé sous la juridiction de la ville-préfecture de Shangqiu.

## Histoire
Xiayi fut la capitale de la Chine sous le règne du roi Qi de la dynastie Xia.

## Démographie
La population du district était de 1 072 090 habitants en 1999.